# 塘沽街道
塘沽街道是中华人民共和国天津市滨海新区下辖的一个街道办事处。
2013年12月19日，天津市民政局批复同意以于家堡街道、新港街道两街所辖区域以及新村街道海河以北区域，设立塘沽街道。

## 行政区划
塘沽街道下辖以下地区：
紫云园社区、新城家园社区、朝阳楼社区、馨苑社区、祥和家园社区、雅苑社区、华云园社区、贻芳嘉园社区、北仑里社区、芳云园社区、富贵社区和紫云东社区。